# Euphoresia benitoensis
Euphoresia benitoensis är en skalbaggsart som beskrevs av Brenske 1900. Euphoresia benitoensis ingår i släktet Euphoresia och familjen Melolonthidae. Inga underarter finns listade i Catalogue of Life.